# Масело
Масело (итал. Massello) је насеље у Италији у округу Торино, региону Пијемонт.
Према процени из 2011. у насељу је живело 74 становника. Насеље се налази на надморској висини од 1188 м.

## Становништво
| 1936. | 1951. | 1961. | 1971. | 1981. | 1991. | 2001. | 2011. |
| ----- | ----- | ----- | ----- | ----- | ----- | ----- | ----- |
| 377   | 308   | 262   | 166   | 115   | 88    | 74    | 58    |